# Remputmasz TU2
TU2 (ros. ТУ2) – wąskotorowa (tor szerokości 750 mm) lokomotywa spalinowa, z przekładnią elektryczną, produkcji radzieckiej, przeznaczona do obsługi ruchu pasażerskiego i towarowego. Produkowana była w latach 1955–1958.

## Historia
Projektowanie spalinowozu wąskotorowego o dużej sile pociągowej rozpoczęło się w Kałuskiej Fabryce Maszyn w Kałudze (późniejszy Remputmasz) na początku lat 50., przede wszystkim z myślą zastąpienia parowozów w ruchu towarowym. W 1954 skonstruowano tam pierwszy model spalinowozu o przekładni elektrycznej TU1 (TU od tiepłowoz uzkokoliejnyj – spalinowóz wąskotorowy). Zbudowano dwa egzemplarze, lecz konstrukcja okazała się nieudana. W toku ulepszania konstrukcji przede wszystkim zastosowano nową specjalnie skonstruowaną prądnicę. Ulepszono też podział wewnętrzny lokomotywy, natomiast z zewnątrz różnice między oboma typami były niewielkie (zlikwidowano jedno okno boczne po jednej stronie).
Jesienią 1955 rozpoczęto produkcję zmodernizowanej lokomotywy pod oznaczeniem TU2. Do 1959 roku wyprodukowano 281 sztuk, z czego najwyższy znany numer lokomotywy to TU2-276.
Początkowo większość lokomotyw trafiła na koleje leśne i przemysłowe w mało zamieszkałych południowo-wschodnich rejonach ZSRR, głównie na terenie republik kazachskiej i rosyjskiej. Trafiały następnie także do republik: estońskiej, łotewskiej, litewskiej i ukraińskiej. Ujemną stroną lokomotywy był duży nacisk na oś (8 ton), uniemożliwiający stosowanie na licznych liniach. Dlatego wiele z nich było przekazywanych na koleje dziecięce (DŻD) (łącznie z oboma egzemplarzami TU1). Sprzyjała temu też konstrukcja lokomotywy, podobna do większych szerokotorowych spalinowozów i pozwalająca dzięki temu na nabywanie praktyki. W miarę upływu czasu, koleje dziecięce w krajach byłego ZSRR stały się głównymi użytkownikami TU2. Liczne z nich są używane do tej pory (w 2006 istniało 96 lokomotyw).

## Konstrukcja
Lokomotywa ma nadwozie typu wagonowego, z dwiema kabinami maszynisty na obu końcach. Nadwozie opiera się na dwóch dwuosiowych wózkach (układ osi Bo’Bo’), na których też znajdują się sprzęgi i centralne zderzaki. Napęd lokomotywy stanowi silnik wysokoprężny 1D12 (1Д12), w układzie V12, o mocy maksymalnej 300 KM (242 kW) opracowany na bazie silnika czołgowego Barnaulskiej Fabryki Maszyn (Barnaultransmasz), używany także w innych typach lokomotyw.
Silnik spalinowy napędza prądnicę MPT-49/25-3 o mocy 195 kW. Napęd na koła przenoszą 4 silniki trakcyjne DK806A o mocy maksymalnej po 55 kW (w praktyce ograniczonej do 49 kW, z uwagi na moc prądnicy). Spalinowóz może być używany w trakcji podwójnej, ze sterowaniem z jednej lokomotywy.
Długość pudła lokomotywy wynosi 9904 mm, rozstaw punktów obrotu wózków – 5000 mm, rozstaw osi w wózkach – 1700 mm. Minimalny promień pokonywanych łuków wynosi 50 m.
Innym od TU2 typem była lokomotywa TU2m, produkowana przez Kambarską Fabrykę Maszyn.

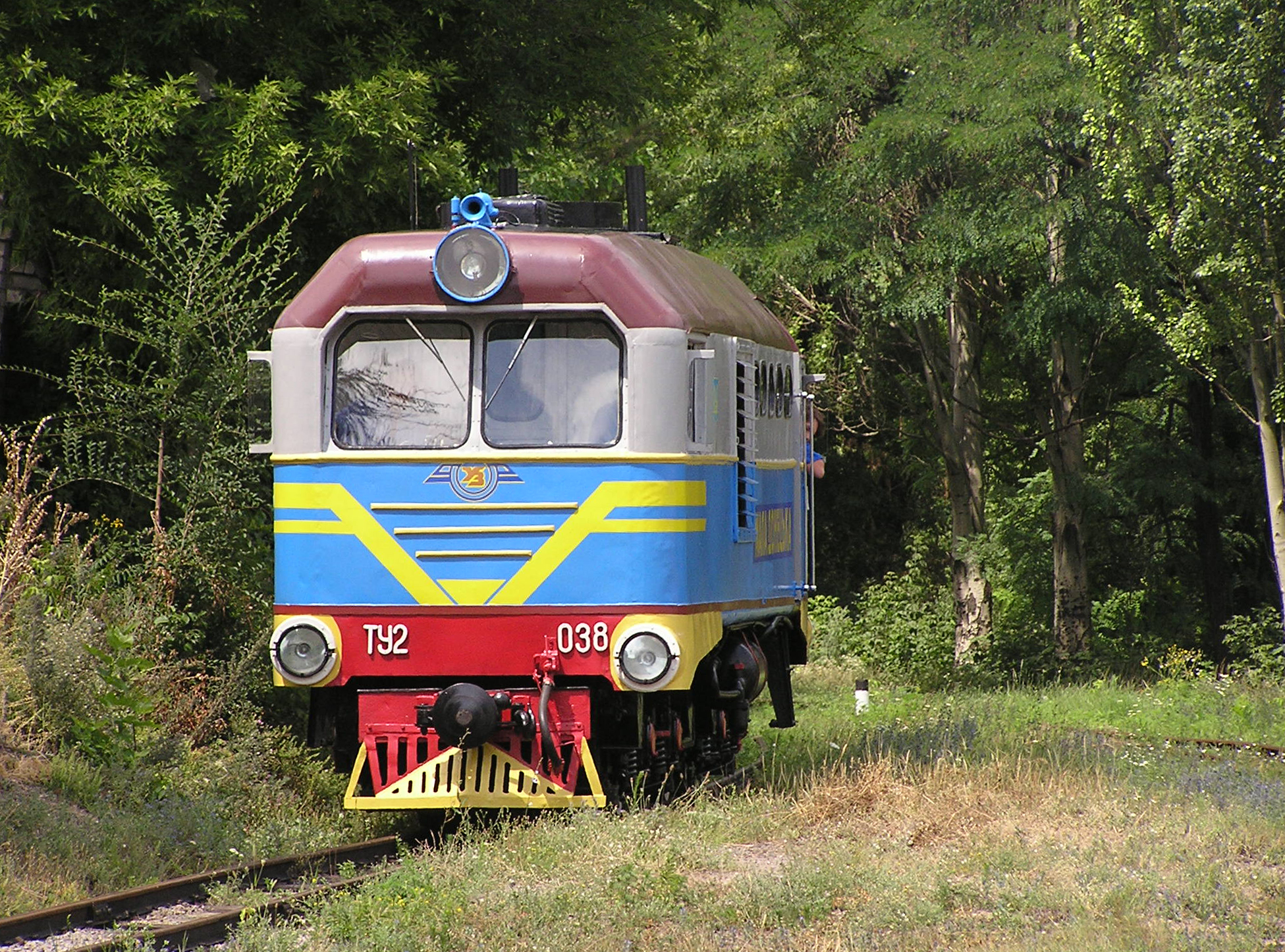
TU2-038, Donieck
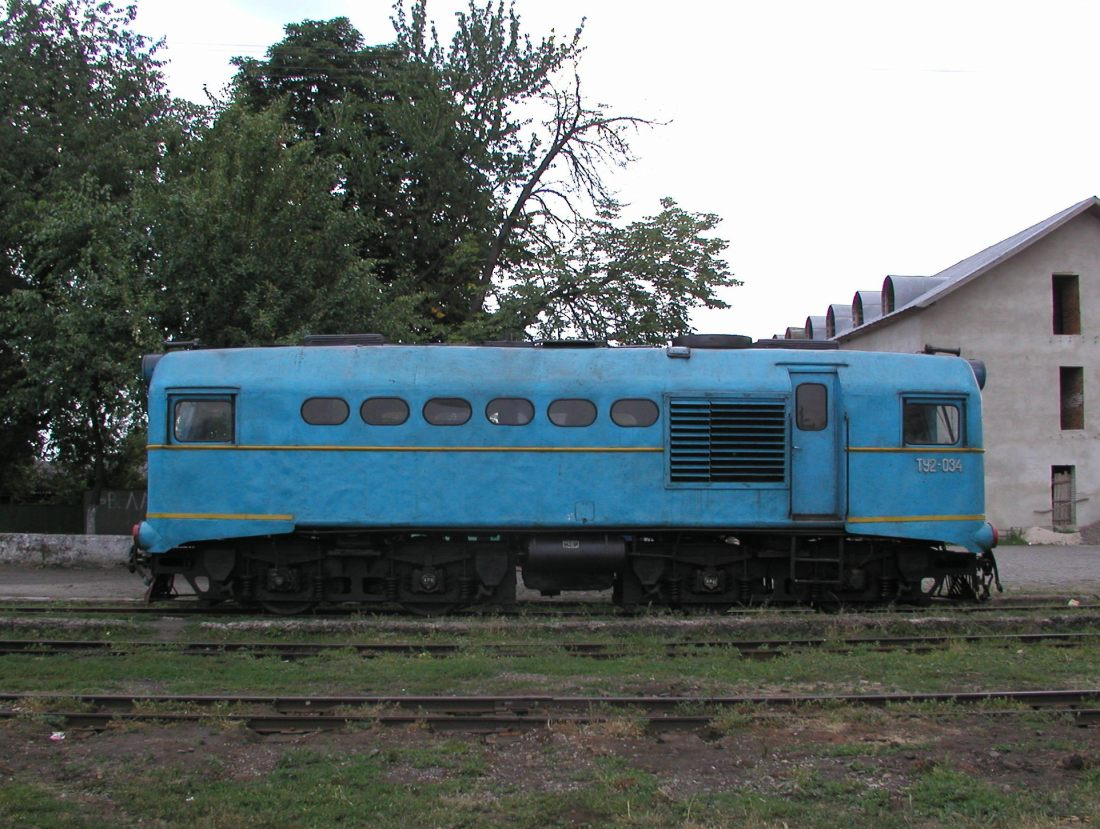
TU2-034, Ukraina
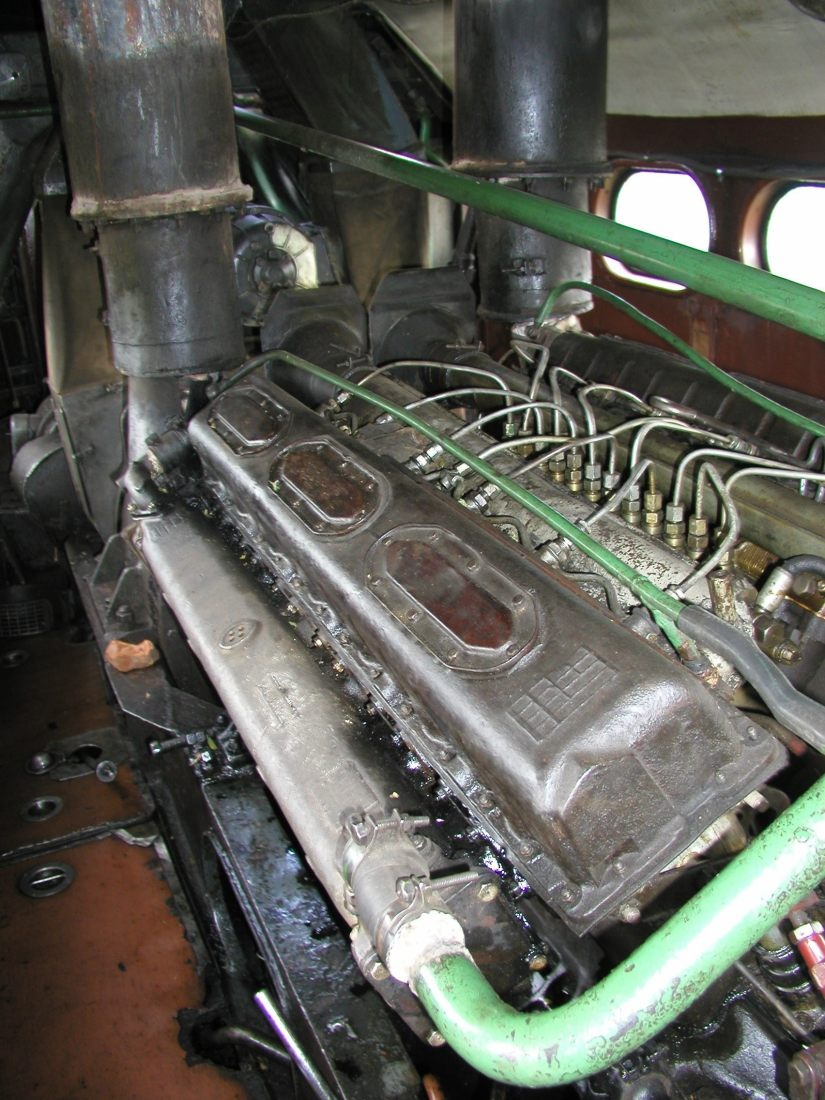
Silnik 1D12
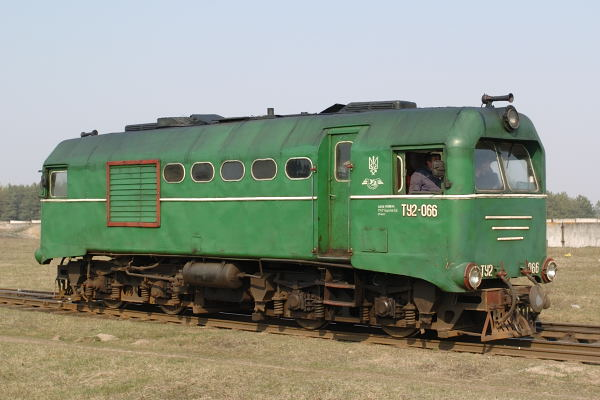
TU2-066, Ukraina
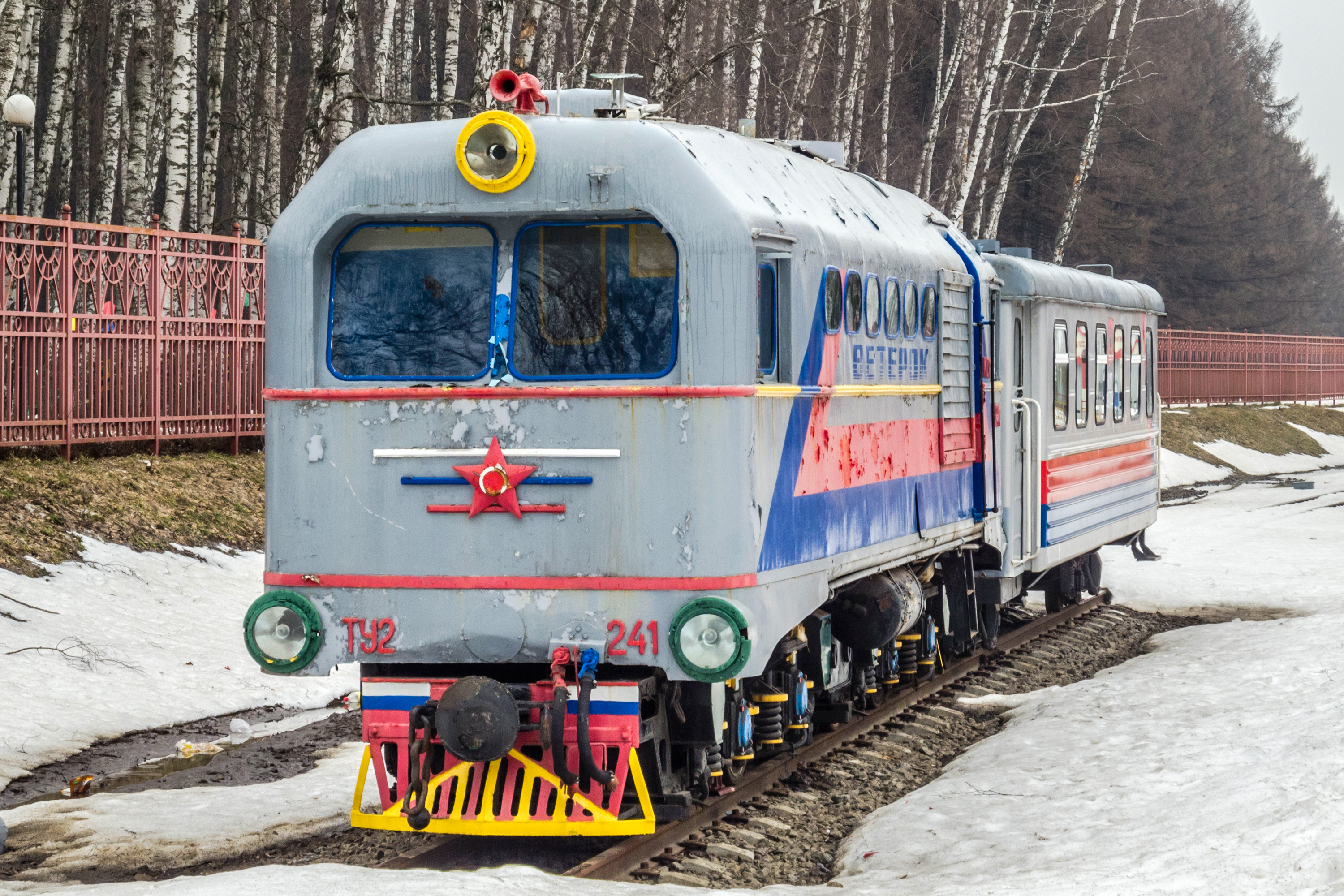
TU2-241 w Rosji